# Hya (langue)
Pour les articles homonymes, voir Hya.
Le hya (ou ghye, za) est une langue tchadique du groupe biu-mandara, parlée dans l'Extrême-Nord du Cameroun, dans le département du Mayo-Tsanaga, dans l'arrondissement de Mokolo, près d'Amsa, également de l'autre côté de la frontière au Nigeria.
Avec 940 locuteurs au Cameroun en 2002 et 2 940 au total, c'est une langue moribonde (statut 8a).